# Вайола (Арканзас)
Вайола (англ. Viola, Arkansas) — город, расположенный в округе Фултон (штат Арканзас, США) с населением в 381 человек по статистическим данным переписи 2000 года.

## География
По данным Бюро переписи населения США город Вайола имеет общую площадь в 3,37 квадратных километров, водных ресурсов в черте населённого пункта не имеется.
Вайола расположена на высоте 261 метр над уровнем моря.

## Демография
По данным переписи населения 2000 года в городе Вайола проживал 381 человек, 106 семей, насчитывалось 160 домашних хозяйств и 181 жилой дом. Средняя плотность населения составляла около 115,5 человек на один квадратный километр. Расовый состав города по данным переписи распределился следующим образом: 98,69 % белых.
Из 160 домашних хозяйств в 29,4 % — воспитывали детей в возрасте до 18 лет, 53,8 % представляли собой совместно проживающие супружеские пары, в 7,5 % семей женщины проживали без мужей, 33,8 % не имели семей. 31,9 % от общего числа семей на момент переписи жили самостоятельно, при этом 18,8 % составили одинокие пожилые люди в возрасте 65 лет и старше. Средний размер домашнего хозяйства составил 2,38 человек, а средний размер семьи — 2,97 человек.
Население города по возрастному диапазону по данным переписи 2000 года распределилось следующим образом: 25,2 % — жители младше 18 лет, 10,8 % — между 18 и 24 годами, 22,0 % — от 25 до 44 лет, 22,8 % — от 45 до 64 лет и 19,2 % — в возрасте 65 лет и старше. Средний возраст жителей составил 37 лет. На каждые 100 женщин в городе Вайола приходилось 77,2 мужчин, при этом на каждые сто женщин 18 лет и старше приходилось 78,1 мужчин также старше 18 лет.
Средний доход на одно домашнее хозяйство в городе составил 26 667 долларов США, а средний доход на одну семью — 31 094 доллара. При этом мужчины имели средний доход в 23 750 долларов США в год против 21 875 долларов среднегодового дохода у женщин. Доход на душу населения в городе составил 12 953 доллара в год. 2,9 % от всего числа семей в округе и 7,2 % от всей численности населения находилось на момент переписи населения за чертой бедности, при этом 4,0 % из них были моложе 18 лет и 11,7 % — в возрасте 65 лет и старше.